# Feriepengesagen i dansk fodbold
Feriepengesagen i dansk fodbold er en konflikt mellem 40 danske fodboldklubber og 1.500 professionelle fodboldspillere. Uenigheden i sagen består i, om klubberne skal betale feriepenge og pension af udbetalte bonusser til spillerne.
Spillerforeningen valgte at føre en principiel sag for Thomas Rasmussen, Martin Ericsson og Peter Madsen mod Brøndby IF. Resultatet af denne blev, at Brøndby IF skulle betale 4 mio. kr. til de 3 tidligere spillere.